# Eugène Derbaix
Eugène Désiré Victor Derbaix, né le 9 mai 1855 à Waudrez et décédé le 25 octobre 1932 à Recquignies (France) est un homme politique belge catholique.

## Biographie
Il reçoit le titre de docteur en droit en 1877 à l’Université catholique de Louvain.
Il fut élu conseiller communal (1884) et fut bourgmestre (1885-1921) de Binche;  député de l'arrondissement de Thuin, en suppléance de Louis Gigot (1890-1892), puis élu direct (1900-05); sénateur de l'arrondissement de Charleroi-Thuin (1908-21), puis sénateur provincial de la province de Hainaut (1921-29) et enfin sénateur de l'arrondissement de Charleroi-Thuin (1929-32).

## Œuvres
- Les habitations ouvrières à Binche, Bruxelles, 1919.
- Les monuments de la ville de Binche, Mons-Frameries, 1928.

## Généalogie
- Il est le fils de Philippe et Judith Legay.
- Il épousa Mathilde Laloux.

## Sources
- Bio sur ODIS